# Igilgili
Igilgili (łac. Diocesis Igilgilitanus) – stolica historycznej diecezji we Cesarstwie rzymskim w prowincji Mauretania Cezarensis, zlikwidowana w VII w. podczas ekspansji islamskiej, współcześnie w północnej Algierii. Obecnie katolickie biskupstwo tytularne. 

## Biskupi tytularni
| Lp. | Biskup                         | Funkcja                                                     | Od                   | Do                |
| --- | ------------------------------ | ----------------------------------------------------------- | -------------------- | ----------------- |
| 1   | Edmund Joseph Fernando         | biskup pomocniczy Kolombo (Sri Lanka)                       | 9 kwietnia 1968      | 5 grudnia 1983    |
| 2   | Antuvan Marovitch              | wikariusz apostolski Stambułu (Turcja)                      | 30 października 1986 | 15 grudnia 1991   |
| 3   | Paul Lê Dac Trong              | biskup pomocniczy Hanoi (Wietnam)                           | 23 marca 1994        | 7 września 2009   |
| 4   | Thomas Anthonios Valiyavilayil | egzarcha apostolski Khadki (Indie)                          | 25 stycznia 2010     | 23 listopada 2019 |
| 5   | Michael Kalu Ukpong            | biskup pomocniczy Umuahia (Nigeria)                         | 30 maja 2020         | 1 listopada 2022  |
| 6   | Edouard Tsimba Ngoma           | biskup pomocniczy kinszaski (Demokratyczna Republika Konga) | 15 lipca 2023        |                   |